# スイッチン!
『スイッチン!』は、テレビ北海道で2016年10月5日より土曜日11:00 - 11:30 JSTに生放送している生活情報番組。

## 概要
キャッチフレーズは『今日、この後どうする?明日の休み、どこ行く?』
前身番組の『Do!ろーかる』の放送枠（土曜日9:00-9:30）が、テレビ東京系列土曜朝のアニメ・子供向け番組ゾーン午前9時台のネットワークセールス化に伴い打ち切られたのと入れ替わりに、放送時間を昼前に設定し開始した。『Do!ろーかる』のコンセプトが「地元の人が見る地元の人のための情報生番組」として北海道全域の情報を対象としたものだったのに対し、当番組では「土曜のお昼に週末のお役立ち情報を!札幌の「いま」を生放送」として札幌を中心にした札幌圏に情報の範囲を縮小している。MCの2人は、いずれも初回がテレビ北海道初出演となる。
なお、2017年1月7日は番組を休止するも、当番組と同一時間に同一出演者による新春特別番組「ありがとう全道開局1周年 北海道179 わがまち“いちばん”スペシャル」が放送された。
2017年9月9日の放送でMCの中川梨花が番組を卒業した。

## 出演者

### 司会
- 箕輪直人

### リポーター
- 大藤晋司（テレビ北海道アナウンサー）
- 小澤良太（テレビ北海道アナウンサー）
- 磯田彩実（テレビ北海道アナウンサー）
- 中村秋季乃（テレビ北海道アナウンサー）
- 吉田ひろか（タレント・フリーアナウンサー）
- 三谷真理子（タレント）
- 桐生あゆこ（フリーアナウンサー）

## 過去の出演者

### 司会
- 中川梨花

### リポーター
- 千葉真澄（出演当時・テレビ北海道アナウンサー）
- 湯浅知里（出演当時・テレビ北海道アナウンサー）
- 深澤朝香（出演当時・テレビ北海道アナウンサー）
- 樫野和音

## コーナー
- 生中継（旧・スイッチン!ナビ）
生中継コーナー。1回の中継につき、レポーターが1～2名出演する。
- スイッチン!TOPICS
- スイッチン!Sports